# 김승민 (1992년)
김승민(한국 한자: 金承敏, 1992년 9월 16일 ~ )은 대한민국의 전 축구 선수이며, 포지션은 수비수였다.

## 클럽 경력
2008년 구자룡 선수와 함께 매탄고등학교 축구부의 1기 출신 선수이다. 매탄고 재학 시절에도 2학년때부터 R리그에 자주 참여하며 기대를 받았다. 고등학교 졸업 후에는 대학무대가 아닌 구자룡과 함께 바로 프로팀에 입단하였다. 하지만 3년간 R리그에서만 경기를 뛰고 프로 데뷔를 하지 못한채 팀을 떠나게 되었다.